# Bengt Samuelsson
Bengt Samuelsson   (Halmstad, 21 de maig de 1934 - Mölle, 5 de juliol de 2024) va ser un químic, metge i professor universitari suec guardonat amb el Premi Nobel de Medicina o Fisiologia l'any 1982.

## Biografia
Va néixer el 21 de maig de 1934 a la ciutat de Halmstad, població situada al comtat de Halland. Va estudiar química i medicina a l'Institut Karolinska d'Estocolm, on es va graudar el 1960. Posteriorment, va ampliar els seus estudis amb una estada a la Universitat Harvard dels Estats Units, i el 1967 va ser nomenat professor de química a l'Institut Reial de Veterinària i el 1973 de l'Institut Karolinska, on va ser degà del departament de química entre 1978 i 1983 i rector del centre des d'aquell any fins al 1995.
Era membre de l'Acadèmia Francesa de Ciències i de la delegació estrangera de la Royal Society de Londres.

## Recerca científica
Originalment s'interessava en el metabolisme del colesterol i els seus mecanismes de reacció. Després va realitzar juntament amb Sune Bergström un treball estructural sobre les prostaglandines, a partir del qual va dictaminar que eren el sistema de control de les cèl·lules. El tercer camp de recerca eren els productes de transformació de l'àcid araquidònic. Aquesta estudi li va permetre identificar els endoperòxids, tromboxans i leucotriens. Va estudiar així la química, bioquímica i biologia d'aquests compostos i llur funció de control biològic, de vital importància en àrees clíniques nombroses, especialment en trombosis, la inflamació i l'al·lèrgia.
L'any 1982 li va ser concedit el Premi Nobel de Medicina o Fisiologia, juntament amb Sune Bergström i John Robert Vane pels seus treballs sobre les prostaglandines.